# Filipe Nascimento
Pour les articles homonymes, voir Nascimento.
Filipe Nascimento, né à Principe, est un homme politique santoméen, actif dans la région autonome de Principe. Il est élu président de l'Union pour le progrès et le changement de Principe en 2019 puis président du gouvernement régional de Principe l'année suivante.

## Biographie
Filipe Nascimento naît à Nova Estrela, localité du sud de l'île de Principe, de parents cap-verdiens. Il est diplômé de droit à l'université de Lisbonne. Il est marié à une Santoméenne, elle aussi originaire de Nova Estrela, avec qui il a deux enfants ; il est catholique.
Il est avocat et técnico superior à la chambre d'Oeiras au Portugal, avant de retourner à Sao Tomé-et-Principe en 2019.
Au congrès de l'Union pour le progrès et le changement de Principe du 16 novembre 2019, il est élu président du parti et désigné futur président du gouvernement régional de Principe, deux fonctions occupées depuis quatorze ans par le fondateur du parti José Cassandra. Son investiture à la tête de la région, prévue au début de l'année 2020, est retardée par la crise du Covid-19. Elle est rendue effective le 18 août 2020. Sa nomination et celle de ses secrétaires régionaux est acceptée par le Premier ministre du pays, Jorge Bom Jesus.
À la suite des élections régionales de 2022, qui ne modifient pas la composition de l'Assemblée régionale malgré une perte de voix pour l'UMPP, Filipe Nascimento est reconduit à la présidence du gouvernement régional.